# Lunardelli
Lunardelli ist ein brasilianisches Munizip im Norden des Bundesstaats Paraná. Es hat 4.872 Einwohner (2022), die sich Lunardellienser nennen. Seine Fläche beträgt 199 km². Es liegt 584 Meter über dem Meeresspiegel.

## Etymologie
Der Name stammt von Geremia Lunardelli, dem Großgrundbesitzer, auf dessen Land der Ort entstanden ist.

## Geschichte

### Besiedlung
Das Gebiet der Gemeinde wurde ab 1948 gerodet. Bis dahin gehörte das gesamte Gebiet zum Munizip Pitanga. Der nächstgelegene Handelsplatz war die Ortschaft Guaretá do Sul, die 1941 von dem Pionier Antonio Cales Batista gegründet worden war. Im Jahr 1951 wurde der zu Pitanga gehörende Bezirk Guaretá geschaffen. Das Gebiet der künftigen Gemeinde Lunardelli war in drei Ländereien aufgeteilt: Lunardelli, Suíça und Ubá, die dem italienischstämmigen Großgrundbesitzer Geremia Lunardelli gehörten. Nach seinem Tod 1962 gingen sie in den Besitz von Antônio Lunardelli, Melaníades Lunardelli und anderen über.
Im Jahr 1952 wurde die Fazenda Gema gegründet, auf dem Land von Lunardelli und der Fazenda Suíça, die später Fazenda Mundo Novo genannt wurde. Die Gründung dieser Fazenden zog Landwirte aus anderen Teilen von Paraná und auch aus anderen Bundesstaaten an. Diese Pioniere legten kleine Plantagen an und züchteten Schweine.
Im Jahr 1962 begannen die Arbeiten zum Bau der Straßen und Alleen und zum Verkauf der städtischen Grundstücke. Im darauf folgenden Jahr verfügte das Dorf bereits über einen vielfältigen Handel und der Kern war dabei, sich zu konsolidieren. Die erste Messe in der Stadt wurde am 1. Juli 1963 gefeiert. Der Ort wurde 1964 unter dem Namen Guaretá zum Distrikt von São João do Ivaí erhoben. Im Jahr 1967 wurde er in Lunardelli umbenannt.

### Erhebung zum Munizip
Lunardelli wurde durch das Staatsgesetz Nr. 7502 vom 19. Dezember 1980 aus São João do Ivaí ausgegliedert und in den Rang eines Munizips erhoben. Es wurde am 1. Februar 1982 als Munizip installiert.

## Geografie

### Fläche und Lage
Lunardelli liegt auf dem Terceiro Planalto Paranaense (der Dritten oder Guarapuava-Hochebene von Paraná). Seine Fläche beträgt 199 km². Es liegt auf einer Höhe von 584 Metern.

### Vegetation
Das Biom von Lunardelli ist Mata Atlântica.

### Klima
Das Klima ist warm und gemäßigt. Es werden hohe Niederschlagsmengen verzeichnet (1490 mm pro Jahr). Die Klimaklassifikation nach Köppen und Geiger lautet Cfa. Im Jahresdurchschnitt liegt die Temperatur bei 20,9 °C.

### Gewässer
Lunardelli liegt im Einzugsgebiet des Ivaí. An diesen grenzt das Munizip im Nordosten. Durch das Munizipgebiet fließt der Rio da Bulha von Südost nach Nordwest in Richtung Ivaí, er bildet auf wenige Kilometer die Grenze zum Munizip Godoy Moreira. Entlang seiner östlichen Grenze zu Lidianópolis fließt der Ribeirão Guaretá nach Norden zum Ivaí.

### Straßen
Lunardelli ist über die PR-082 mit Engenheiro Beltrão im Westen und Ivaiporã im Osten verbunden.

### Nachbarmunizipien
| São João do Ivaí |                                             | Borrazópolis  |
|                  | Kompassrose, die auf Nachbargemeinden zeigt | Lidianópolis  |
| Godoy Moreira    |                                             | Jardim Alegre |

## Stadtverwaltung
Bürgermeister: Reinaldo Grola, PSD (2021–2024)
Vizebürgermeister: Célio Pinto de Carvalho, MDB (2021–2024)

## Demografie

### Bevölkerungsentwicklung
| Jahr | Einwohner | Stadt | Land |
| ---- | --------- | ----- | ---- |
| 1991 | 7.530     | 38 %  | 62 % |
| 2000 | 5.668     | 48 %  | 52 % |
| 2010 | 5.160     | 70 %  | 30 % |
| 2022 | 4.872     |       |      |

Quelle: IBGE (2011) und Volkszählung 2022

### Ethnische Zusammensetzung
| Gruppe * | 1991    | 2000    | 2010    | wer sich als …                                                                   |
| --- | ------- | ------- | ------- | -------------------------------------------------------------------------------- |
| Weiße | 73,5 %  | 65,9 %  | 68,3 %  | weiß bezeichnet                                                                  |
| Schwarze | 3,7 %   | 2,9 %   | 1,7 %   | schwarz bezeichnet                                                               |
| Gelbe | 0,5 %   | 0,3 %   | 0,5 %   | von fernöstlicher Herkunft wie japanisch, chinesisch, koreanisch etc. bezeichnet |
| Braune | 21,5 %  | 30,2 %  | 29,4 %  | braun oder als Mischung aus mehreren Gruppen bezeichnet                          |
| Indigene | 0,8 %   | 0,5 %   | 0,1 %   | Ureinwohner oder Indio bezeichnet                                                |
| ohne Angabe | 0,1 %   | 0,2 %   | 0,0 %   |                                                                                  |
| Gesamt | 100,0 % | 100,0 % | 100,0 % |                                                                                  |
| *) Das IBGE verwendet für Volkszählungen ausschließlich diese fünf Gruppen. Es verzichtet bewusst auf Erläuterungen. Die Zugehörigkeit wird vom Einwohner selbst festgelegt. |         |         |         |                                                                                  |

Quelle: IBGE (Stand: 1991, 2000 und 2010)

## Wirtschaft
Wichtigste landwirtschaftliche Erzeugnisse von Lunardelli sind Mais, Baumwolle und Rinder.
Gewerbliche Erzeugnisse sind vorwiegend Kleidung, Schuhe und Textilien, Lebensmittel, Metallverarbeitung und Bauholz.